# 전영백
전영백(全英柏)은 대한민국 홍익대학교 미술대학 예술학과 (대학원: 미술사학과) 정교수이며, 영국 학술지 《저널 오브 비주얼 컬처》 (Journal of Visual Culture)편집위원으로 활동해왔다.

## 학력
- 연세대학교 사회학과 졸업(학사)
- 홍익대학교 대학원 서양미술사학과 석사
- 영국 리즈 대학교 미술사학과 대학원 석사 및 박사[2]

## 활동

### 교내활동
- 2000~ 홍익대학교 미술대학 겸직교수
- 2001~ 홍익대학교 미술대학 예술학과 전임교수
- 2012~2016 동아시아 예술문화 연구소 소장
- 2013~2015 홍익대학교 현대미술관 관장 (3대)
- 2013~2015 미술사학연구회 회장
- 2016~2018 홍익대학교 박물관 관장 (17대)

### 교외활동
- 2002~2021 해외 학술지 ‘Journal of Visual Culture’ (영국, 런던) 편집 위원
- 2009~2011 마포문화재단 이사
- 2010~2011 영국 웨스트민스터 대학교 연구교수
- 2010~ 미술사연구회, 현대미술사학회, 그리고 미술사학연구회 편집위원
- 2012~2014 미술품 장식위원회 심의위원
- 2012~2014 백남준 문화재단 이사
- 2013~2015 미술사학연구회 회장
- 2013~2014 문화예술위원회 프로젝트 ‘글로벌 현대예술 전문가 심화 아카데미’ 총괄
- 2013~2020 사단법인 서울 나눔뮤직 그룹 이사
- 2014~2015  중국, 베이징 현대미술 예술위원회 심사위원
- 2015~ 한국예탁결제원(KSD) 미술위원회 심의위원
- 2016~2017 한국문화예술위원회 심의위원[3]
- 2020~ 한국은행 화폐디자인 자문위원

## 주요 연구 실적

### 저술
- 『전영백의 더 세미나』, 자유의 길, 2023  (ISBN 979-11-90529-25-9)
- 『세잔의 사과』 (확장판), 한길아트, 2021 (ISBN 978-89-356-6859-5)
- 『세잔의 사과』, 한길아트, 2008 - 08년 문광부 선정 우수학술도서 (ISBN 9788991636415)
- 『코끼리의 방』, 두성북스, 2016 (ISBN 9788994524269)
- 『현대미술의 결정적 순간들』, 한길사, 2019 (ISBN 9788935670475)
- 『전영백의 발상의 전환』, 열림원, 2020 (ISBN 9791170400226)
- ‘Mother's Anger and Mother's Desire: the Work of Re-Hyun Park’, Generations and Geographies in the Visual Arts, (London: Routledge, 1996)
- ‘Melancholia and Cezanne's Portraits: Faces beyond the Mirror’, Psychoanalysis and the Image(Blackwell, 2006)

### 번역
- 그리젤다 폴록, 『고갱이 타히티로 간 숨은 이유』 , 전영백 옮김, 조형교육, 2001 (ISBN 9788987578194)
- 토머스 크로. 『대중문화 속의 현대미술』 , 전영백 옮김, 아트북스, 2005 (ISBN 9788989800439)
- 마단 사럽, 『후기구조주의와 포스트모더니즘』 , 전영백 옮김, 조형교육, 2005 (ISBN 9788987578316)
- 할 포스터, 『욕망, 죽음 그리고 아름다움』, 전영백,현대미술연구팀 옮김, 아트북스, 2005 (ISBN 9788989800507)
- 카자 실버만, 『월드 스펙테이터』, 전영백,현대미술연구회 옮김, 예경, 2010 (ISBN 9788970844206)
- 마이클 해트, 샬럿 클롱크, 『미술사 방법론: 헤겔에서 후기식민주의까지 미술사의 다양한 시각들』, 전영백,현대미술연구회 옮김. 세미콜론, 2013 (ISBN 9788983714671)
- 마틴 제이, 『눈의 폄하: 20세기 프랑스 철학의 시각과 반시각』, 전영백, 이승현, 안선미, 최정은, 강인혜, 김정아, 황기엽 옮김, 서광사, 2019 (ISBN 9788930612203)

### 편집
- 『22명의 예술가, 시대와 소통하다: 1970년대 이후 한국 현대미술의 자화상』, 궁리, 2010 (ISBN 9788958201878)
- 『오늘의 미술가를 말하다(1)』, 학고재, 2011 - 한국문화예술위원회 기획 (ISBN 9788956251257)
- 「마이클 주의 미술, 무거운 존재를 담는 진솔한 유머」, 『동시대 한국미술의 지형: 아르코 미술 작가론』, 학고재, 2009 - 한국문화예술위원회 기획 (ISBN 9788956250946)

### 국제 학술지 논문
- ‘Looking at Cezanne through his own eyes,’ Art History, vol. 25, no.3, (June 2002)[4]
- ‘Korean Contemporary Art on British Soil in the Transnational Era,’ Journal of Global Studies and Contemporary Art(GSCA), vol 1. no. 1. Feb. 2013. pp. 43 ~ 70.[5]

### 국내, 한국연구재단 등재 학술지 논문
- '폴 세잔의 <대 수욕도>에 대한 정신 분석학적 고찰', 서양미술사학회 논문집(서양미술사학회), 12집, 하반기, 1999. pp. 61 – 88.[6]
- ‘미술사와 정신분석학 담론: 줄리아 크리스테바의 기호학적 그림 읽기’, 미술사학보(미술사학연구회), 17집, 봄, 2002. pp. 213 – 251.[7]
- ‘영국의 형식주의 비평과 블룸즈버리(Bloomsbury) 그룹의 모더니즘 작품 연구’, 미술사학(한국미술사교육학회), 17호, 2003, pp. 241 – 274.[8]
- ‘확장된 영역의 미술사: 로잘린드 크라우스 미술이론의 시각과 변천’, 현대미술사연구(현대미술사학회) 12월, 2003. pp. 111 - 144.[9]
- ‘영국의 도시 공간과 현대미술: 제2차 세계대전 이후의 런던’, 서양미술사학회 논문집(서양미술사학회), 21집, 상반기, 2004. pp. 179 - 218.[10]
- ‘메를로-퐁티의 현상학적 시각과 미술작품의 해석’, 미술사학보(미술사학연구회), 25집, 12월, 2005. pp. 271 – 312.[11]
- ‘미술사의 사진에 관한 화두: 사진의 정체성과 예술성에 관한 논의’, 미술사연구(미술사연구회), 20호, 12월, 2006. pp. 311 – 342.[12]
- ‘70년대 이후, 현대 회화의 쇠퇴와 복귀에 관한 미술사적 논의’, 미술사학보(미술사학연구회) 29집, 12월, pp. 29 – 58.[13]
- '충격가치를 너머선 내면의 소통: 곰리(Antony Gormley)와 화이트리드(Rachel Whiteread)', 서양미술사학회 논문집(서양미술사학회), 30집, 상반기, 2009. pp. 265 – 293.[14]
- ‘1960년대 이후 한국 현대 미술에 관한 사회학적 논의: 브르디외(Pierre Bourdieu)의 ‘자본’개념을 활용한 사회구조적 분석’, 미술사연구(미술사연구회), 23호, 2009. pp. 397 – 445.[15]
- ‘1970년대 이후 영국 “신미술사(New Art History)”의 방법론, 미술사와 시각문화(미술사와 시각문화학회, 9호 2010. pp. 272 – 303.[16]
- '모더니티의 역설과 도심)(都心) 속 빈 공간: 벤야민의 파사주와 앗제(Eugène Atget)의 사진', 미술사연구(미술사학 연구회), 37집, 12월, 2011. pp. 219 – 250.[17]
- ‘포스트미니멀리스트’ 아니쉬 카푸어Anish Kapoor의 신체를 닮은 형이상학적 작업, 현대미술사연구(현대미술사학회), 32집, 12월, 2012. pp. 319 - 352.[18]
- ‘여행하는 작가주체와 장소성: 경계넘기 작업의 한국작가들을 위한 이론적 모색’, 미술사학보(미술사학연구회), 41집, 12월, 2013, pp. 169 – 194.[19]
- ‘서양의 현대 미술비평 동향 연구: 1980년대 이후 영·미권 미술사 및 비평담론의 주요 화두를 중심으로’, 미술사연구(미술사연구회), 27집, 12월 2013, pp. 447 – 484.[20]
- '동서교섭사로 보는 일본의 '미학적 국가주의': 19세기 말-20세기 초 국제박람회 속 일본의 전시관 건축을 중심으로'  , 미술사연구(미술사연구회), 31집, 12월 2016, pp. 193 - 228.[21]
- '데이빗 호크니의 ‘눈에 진실한’ 회화: 1980년대 이후 반원근법, 비사진적 풍경화를 중심으로', 서양미술사학회 논문집(서양미술사학회), 48집, 2월, 2018, pp. 153 - 181.[22]
- “베르그송의 '지속'과 세잔의 '시간 이미지': 큐비즘에의 영향을 중심으로”, 서양미술사학회 논문집(서양미술사학회), 54집, 2월, 2021. pp. 131–150.
- "현대 사진에 작용하는 ‘반연극성’과 ‘관람’에 대한 마이클 프리드의 논의와 그 비판적 고찰: 작가의 의도(intentionality)와 관람자의 미적 경험 사이의 분리", 『미학예술학연구』, 제68집 (2023), pp. 196-224.

## 전시기획

### 홍익대학교 현대미술관 (3대 관장)
- 2013 ‘Generation’展 (아티스트 세대展 : 원로에서 중견, 그리고 신진으로)[23]
- 2014 청춘예찬 : 한·중 청년작가전[24]
- 2014 LA 캠퍼스 건립을 위한 2014 홍익대학교 미술대학 대학원 교수작품전[25]

### 홍익대학교 박물관 (17대 관장)
- 2016 《글자, 그림이 되다》[26]
- 2016 《단색畵와 조선 木가구》[27]
- 2016 한국 현대미술 다시읽기 포럼Ⅰ- 1970년대 재조명 단색화와 실험미술
- 2017 한국 현대미술 다시읽기 포럼Ⅱ- 1980-90년대 한국미술
- 2017 상설전《홍익아트 모던 앤 컨템포러리》
- 2017 기획전《80년대를 이끈 리얼리즘의 주역들》